# Blepisanis uniformis
Blepisanis uniformis là một loài bọ cánh cứng trong họ Cerambycidae.